# Breaking the Girl
«Breaking the Girl» — песня американской рок-группы Red Hot Chili Peppers, четвёртый сингл из альбома Blood Sugar Sex Magik. Эта мелодичная рок-баллада была написана Энтони Кидисом после расставания с его девушкой — Кармен Хоук.

## Композиция
Бридж в этой песне — соло на ударных, которое прогрессирует по мере своего развития — ритм усложняется. В качестве перкуссии использовались мусорные баки и всякий хлам, найденный Чадом Смитом, Джоном Фрушанте и Фли. Основной гитарный рифф был вдохновлён балладами Led Zeppelin — «The Battle of Evermore» и «Friends». В песне также используются: 12-струнная гитара, меллотрон и флейта. «Breaking the Girl» — одна из шести песен группы, написанная в размере 6/8 — другими являются «Porcelain» из альбома Californication, «Love of Your Life» и «Open/Close» из сессий к альбому I’m with You, позже выпущенные на сборнике I’m Beside You; «The Hunter» с The Getaway и «Tangelo» с альбома Unlimited Love. Чад Смит отметил, что его игра на ударных была вдохновлена работой Митча Митчелла в песне The Jimi Hendrix Experience «Manic Depression».

## Видеоклип
Музыкальное видео было выпущено 30 июля 1992 года, а режиссёром выступил Стефан Сенауи, который ранее уже работал с группой, сняв клип на песню «Give It Away». В клипе интенсивно и экспериментально используются яркие цвета, с частыми переменами фона. Участники группы предстают довольно в сюрреалистичном виде, например образ Кидиса явно напоминает принцессу Лею, дополненный мантиями и причёской в стиле «пончик». Также видео примечательно тем, что в нём снялся гитарист Эрик Маршалл, который на протяжении короткого времени заменял ушедшего Джона Фрушанте (второй клип с его участием — «If You Have to Ask»), хотя он не принимал участия в записи самих треков. В клипе также есть небольшое камео актёра Ривера Феникса, который был хорошим другом группы. Женщина в видео была сыграна моделью и актрисой Патрисией Веласкес.

## Концертные исполнения
Несмотря на «сингловый» статус песни, на концертах она исполняется редко. Она была сыграна всегда один раз во время тура в поддержку Blood Sugar Sex Magik на самом первом шоу тура в 1991 году и ещё раз в 2000 году на благотворительном акустическом концерте Bridge School Benefit. В 2003 году во время весеннего тура по США в поддержку альбома By the Way песня ненадолго закрепилась в живом репертуаре группы, всего была исполнена около восьми раз. В 2011 году после восьмилетнего перерыва музыканты сыграли её на нескольких шоу в ходе тура в поддержку альбома I’m with You. С тех пор «Breaking the Girl» изредка появляется в сетлистах последующих туров Red Hot Chili Peppers.

## Кавер-версии
- Энна Налик записала акустическую версию песни для своего мини-альбома Shine EP, выпущенного в апреле 2008 года.
- Британская акустическая группа Turin Brakes записала кавер-версию песни во время концертной сессии «Napster live», она была издана на сборнике Би-би-си The Saturday Sessions: The Dermot O'Leary Show.
- Канадский драм-н-бейс дуэт My Sister Ocean записал версию песни в размере 4/4 для своего альбома Function Control Option Command. Сингл был выпущен для местных рок-радиостанций в июне 2012 года.

## Список композиций
Компакт-диск, версия 1 (1992)
1. «Breaking the Girl (Edit)»
2. «Fela’s Cock (Previously Unreleased)»
3. «Suck My Kiss (Live)»
4. «I Could Have Lied (Live)»

Компакт-диск, версия 2 (1992)
1. «Breaking the Girl (Edit)»
2. «Suck My Kiss (Live)»
3. «I Could Have Lied (Live)»

Грампластинка, формат 7" (1992)
1. «Breaking the Girl (Edit)»
2. «Fela’s Cock (Unreleased)»

Грампластинка, формат 12" (1992)
1. «Breaking the Girl (Edit)»
2. «Fela’s Cock (Previously Unreleased)»
3. «Suck My Kiss (Live)»
4. «I Could Have Lied (Live)»

Компакт-кассета (1992)
1. «Breaking the Girl (Edit)»
2. «The Power of Equality (Album Version)»

## Хит-парады
| Хит-парад (1991)           | Высшая позиция |
| -------------------------- | -------------- |
| ARIA Singles Chart         | 30             |
| RPM Singles Chart          | 45             |
| Irish Singles Chart        | 19             |
| U.K. Singles Chart         | 41             |
| Hot Modern Rock Tracks     | 19             |
| Hot Mainstream Rock Tracks | 15             |

## Интересные факты
- В одном из эпизодов телесериала «Бивис и Баттхед» главные герои обсуждают музыкальное видео этой песни.